# Ronald Macdonald
Pour les articles homonymes, voir Ronald MacDonald et MacDonald.
Ronald Macdonald, né en février 1797 à Priest Pond, Île-du-Prince-Édouard en Canada et mort le 15 octobre 1854 à Québec en Canada, est professeur entendant, fondateur d'une école des sourds-muets de Québec et rédacteur en chef de la Gazette de Québec et du Canadien.

## Biographie

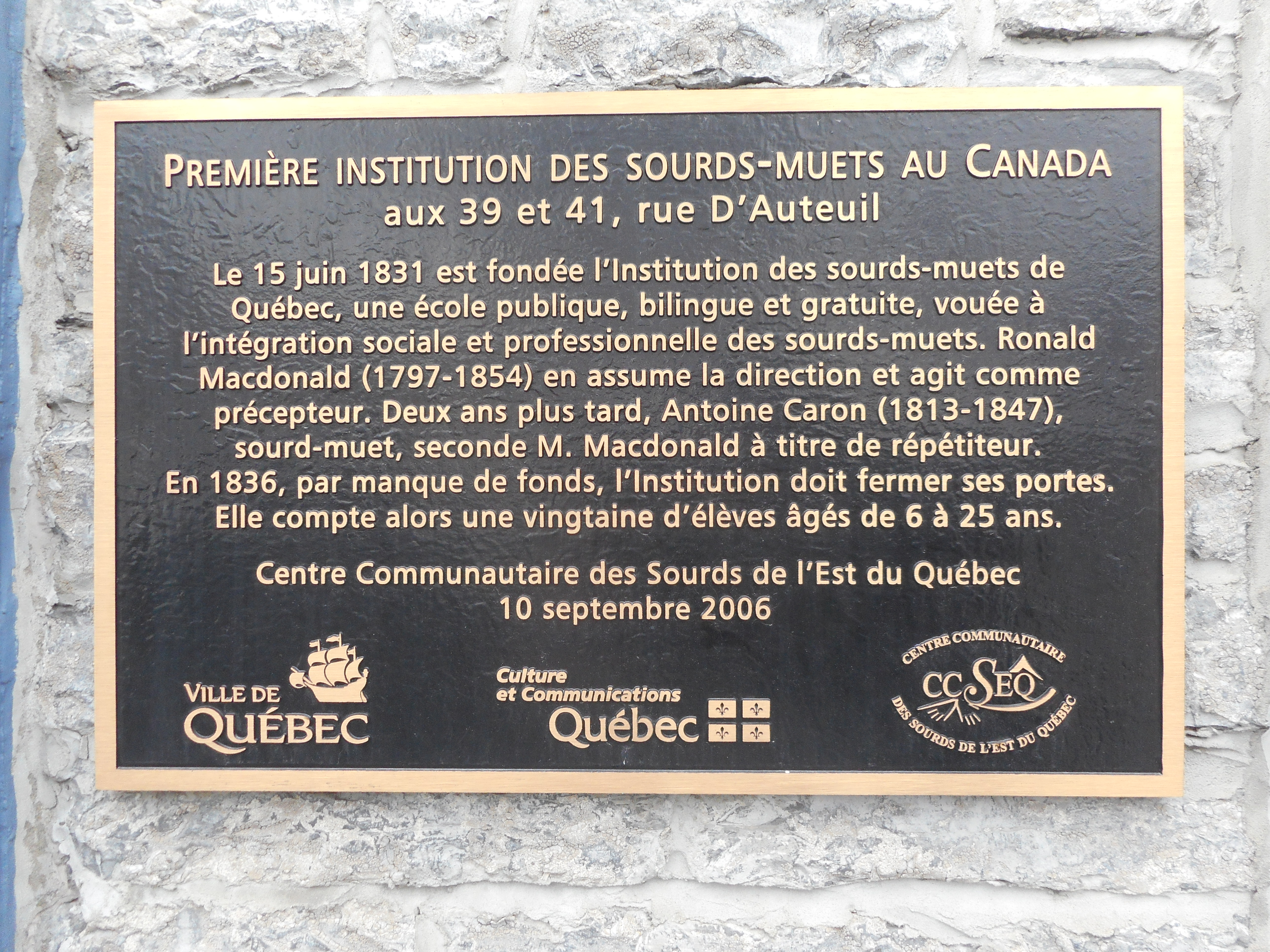
Première institution des sourds-muets au Canada

Né en février 1797 à Priest Pond, Île-du-Prince-Édouard, fils de John Macdonald et Margaret MacKinnon.
En 1830, la chambre d’Assemblée du Bas-Canada appelle à Ronald pour enseigner des sourds et en juin de la même année, il se rend à l'École américaine pour les sourds à Hartford aux États-Unis pour apprendre l’éducation des sourds par Laurent Clerc dont la langue des signes. En mai 1831, il retourne à Quebec pour fonder l'école des sourds de Quebec le 15 juin. Ronald a formé des sourds comme Antoine Caron et Pierre Berthiaume. Malheureusement, cette école est rapidement fermé à cause de la difficulté financière en 1836. 
Il est mort le 15 octobre 1854 au Québec.